# Arookutty
Arookutty è una suddivisione dell'India, classificata come census town, di 17.387 abitanti, situata nel distretto di Alappuzha, nello stato federato del Kerala. In base al numero di abitanti la città rientra nella classe IV (da 10.000 a 19.999 persone).

## Geografia fisica
La città è situata a 9° 52' 0 N e 76° 20' 60 E e ha un'altitudine di 1 m s.l.m..

## Società

### Evoluzione demografica
Al censimento del 2001 la popolazione di Arookutty assommava a 17.387 persone, delle quali 8.608 maschi e 8.779 femmine. I bambini di età inferiore o uguale ai sei anni assommavano a 1.955, dei quali 979 maschi e 976 femmine. Infine, coloro che erano in grado di saper almeno leggere e scrivere erano 13.980, dei quali 7.347 maschi e 6.633 femmine.